# Félix Sáenz Calvo

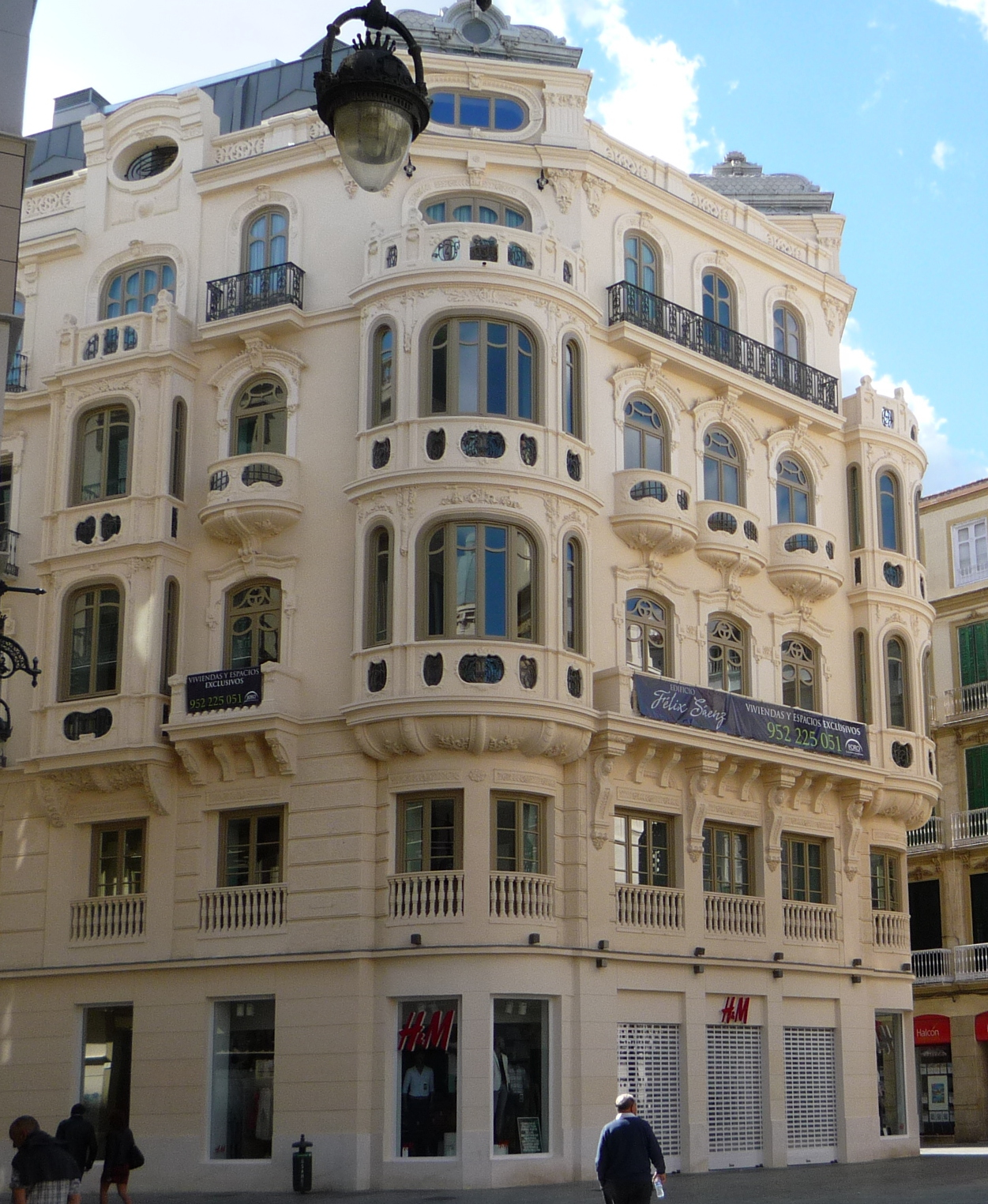
Vista del edificio de los antiguos almacenes Félix Sáenz en la plaza del mismo nombre, en Málaga.

Félix Sáenz Calvo (San Román de Cameros, La Rioja, 1859 - Málaga, 1926) fue un empresario y político español, diputado y senador por la provincia de Málaga entre 1916 y 1920.
Nació en 1859 en la localidad riojana de San Román de Cameros. Decidió emigrar y en 1877, marchó a la ciudad de Málaga, donde empezó a trabajar de dependiente en un comercio de un familiar, en la calle Nueva. En 1883, se asoció con José Jiménez y crearon la firma "Jiménez y Sáenz Calvo" en la calle Nueva. A partir de 1886, se estableció en la calle Sagasta asociado con un tío suyo José Sáenz, con el que creó la sociedad "Félix Sáenz Calvo S.C." que existiría hasta 1902.
A partir de entonces, comenzó una época de expansión comercial de su actividad en la que hacía grandes pedidos textiles en Barcelona y los distribuía a toda la provincia de Málaga y a otros lugares de Andalucía. La importancia de sus compras eran grandes y llegaron a influír en las cotizaciones de la bolsa de Barcelona. Su lema era "Vender más barato y vender más".
Con el éxito de sus negocios, decidió construir un edificio de estilo modernista en el centro de Málaga, en la antigua plaza de la Alhóndiga, en un lugar de gran actividad mercantil. El arquitecto fue Manuel Rivera Vera y las obras se terminaron hacia 1914. El edificio albergó los Almacenes Félix Sáenz hasta 1987. En 1922, la plaza fue rebautizada con el nombre de plaza de Félix Sáenz.

## Actividad política
Fue militante del partido Conservador y elegido concejal del ayuntamiento de Málaga, en la que llegó a ejercer como teniente de alcalde. En 1914, fue elegido diputado y en 1916, senador por la provincia de Málaga.